# Costa di Nebida
Costa di Nebida este o arie protejată (arie specială de conservare — SAC, sit de importanță comunitară — SCI) din Italia întinsă pe o suprafață de 8.433 ha, din care 11 % marine.

## Localizare
Centrul sitului Costa di Nebida este situat la coordonatele 39°19′26″N 8°26′54″E / 39.323889°N 8.448333°E.

## Înființare
Situl Costa di Nebida a fost declarat sit de importanță comunitară în septembrie 1995 pentru a proteja 3 specii de plante și 27 de specii de animale. Situl a fost protejat și ca arie specială de conservare în aprilie 2017.

## Biodiversitate
Situată în ecoregiunea mediteraneană, aria protejată conține 19 habitate naturale: Dune de coastă cu Juniperus spp., Peșteri inaccesibile publicului, Păduri de Quercus ilex și Quercus rotundifolia, Bancuri de nisip acoperite în permanență slab de apă marină, Dune cu vegetație ierboasă Malcolmietalia, Dune mobile de-a lungul țărmului cu Ammophila arenaria („dune albe”), Faleze cu vegetație de Limonium spp. endemic de pe coastele mediteraneene, Golfuri mici largi și golfuri puțin adânci, Păduri de Olea și Ceratonia, Pante stâncoase calcaroase cu vegetație casmofită, Păduri de Quercus suber, Matorral arborescenți cu Juniperus spp., Straturi cu Posidonia (Posidonion oceanicae), Pseudostepă cu ierburi și specii anuale de Thero-Brachypodietea, Recifuri, Peșteri marine scufundate complet sau parțial, Phrygana endemică cu Euphorbio-Verbascion, Tufărișuri termo-mediteraneene și de pre-deșert, Lagune de coastă.
La baza desemnării sitului se află mai multe specii protejate:
- plante (3): Brassica insularis, Linum mulleri, Rouya polygama
- păsări (22): pescăruș albastru (Alcedo atthis), Alectoris barbara, acvilă de munte (Aquila chrysaetos), stârc roșu (Ardea purpurea), stârc galben (Ardeola ralloides), rață roșie (Aythya nyroca), Calonectris diomedea, caprimulg (Caprimulgus europaeus), erete de stuf (Circus aeruginosus), egretă mică (Egretta garzetta), Falco eleonorae, șoim călător (Falco peregrinus), stârc pitic (Ixobrychus minutus), Larus audouinii, ciocârlie de pădure (Lullula arborea), viespar (Pernis apivorus), Phalacrocorax aristotelis desmarestii, Porphyrio porphyrio porphyrio, chiră mică (Sternula albifrons), Sylvia sarda, silvie de tufiș (Sylvia undata), corcodel mic (Tachybaptus ruficollis)
- amfibieni (2): Discoglossus sardus, Speleomantes genei
- mamifere (2): liliacul mare cu potcoavă (Rhinolophus ferrumequinum), liliacul mic cu potcoavă (Rhinolophus hipposideros)
- reptile (1): Euleptes europaea

Pe lângă speciile protejate, pe teritoriul sitului au mai fost identificate 14 specii de plante, 68 de specii de păsări, 2 specii de amfibieni, 1 specie de nevertebrate, 4 specii de reptile.